# Літній приплив

Перше видання (публ. Del Rey Books)
Обкладинка Барклая Шоу

Літній приплив (1990) — науково-фантастичний роман американського письменника Чарльза Шеффілда, перший із його циклу Всесвіту спадщини. Події розгортаються тисячоліттями пізніше в майбутньому, коли люди значною мірою колонізували наш спіральний рукав Чумацького Шляху та зіткнулися з низкою розумних іншопланетних рас різного рівня розвитку. Крім того, людьми та іншою потужною расою міжпланетних мандрівників - сліпими кекропійцями, виявлені понад 12 сотень величезних унікальних покинутих інженерних проектів, розкиданих по всій Галактиці і побудованих в прадавні часи таємничою расою, яку кличуть Будівельниками, що вважається ймовірно вимерлою понад три мільйони років тому. Еклектична група вчених і оппортуністів спускається до одного такого артефакту в той час, коли навколишнє середовище є надзвичайно небезпечним для вивчення незвичайного явища.
Роман містить уривки з Універсального каталогу артефактів Ланга (четверте видання), де описується кілька артефактів Будівельників.
Дивергенція, (англ. «Divergence») — наступна книга серії.

### Люди
- Ганс Ребка, кризовий менеджер з Торфіля у Колі Фемуса
- Дар'я Лэнґ, астрофізикиня з Брами Вартового у Четвертому Альянсі
- Луїс Ненда, авантюрист з нарощеннями для спілкування з кекропійцями з Товариства Зардалу
- радник Джуліус Ґрейвз та його близнюк-компаньйон за мозком Стівен Ґрейвз
- Берді Келлі, провідний адміністратор на Тектоні
- Макс Перрі, кризовий менеджер-адміністратор подвійної системи Тектон-Опал

### Іншопланетяни
- Атвар Х'сіал, кекропійка-астрофізикиня
- Жмерлія, раб Атвар Х'сіал
- Каллік, хайменоптка-астрофізикиня та рабиня Луїса Ненди

## Відгуки
"Паблішер Віклі стверджує, що «серія стоїть сама по собі, навіть незважаючи на те, що багато ниток залишилися нерозбірливими». 
"Кьоркус Рев'юс" називає роман «космічною оперою, рівня вищого за середній»..